# Somme de Ramanujan
Ne doit pas être confondu avec Sommation de Ramanujan.
En théorie des nombres, une branche des mathématiques, une somme de Ramanujan, habituellement notée cq(n), est une fonction de deux variables entières q et n, avec q ≥ 1, définie par la formule :
{\displaystyle c_{q}(n)=\sum _{a=1 \atop {\rm {pgcd}}(a,q)=1}^{q}e^{2\pi i{\tfrac {a}{q}}n}},
où le pgcd est le plus grand commun diviseur. La somme est donc effectuée sur les classes de congruence inversibles modulo q.
Srinivasa Ramanujan fit une publication sur le sujet en 1918. Les sommes de Ramanujan interviennent de façon récurrente en théorie des nombres, par exemple dans la preuve du théorème de Vinogradov sur les sommes de trois nombres premiers.

## Notations
Pour 2 nombres entiers a et b, {\displaystyle a\mid b} se lit "a divise b", et signifie qu'il existe un entier c tel que b = ac. De même, {\displaystyle a\nmid b} se lit "a ne divise pas b".
Le symbole de sommation
{\displaystyle \sum _{d\,\mid \,m}f(d)}
signifie que d passe par tous les diviseurs positifs de m, par ex.
{\displaystyle \sum _{d\,\mid \,12}f(d)=f(1)+f(2)+f(3)+f(4)+f(6)+f(12).}
{\displaystyle (a,\,b)} est le plus grand diviseur commun,
{\displaystyle \phi (n)}  est l'indicatrice d'Euler,
{\displaystyle \mu (n)} est la fonction de Möbius et
{\displaystyle \zeta (s)}  est la fonction zêta de Riemann.

## Des formules pourcq(n)

### Formules trigonométriques
Ces formules proviennent de la formule d'Euler et des identités trigonométriques élémentaires.
{\displaystyle {\begin{aligned}c_{1}(n)&=1\\c_{2}(n)&=\cos n\pi =(-1)^{n}\\c_{3}(n)&=2\cos {\tfrac {2}{3}}n\pi =j^{n}+j^{2n}\\c_{4}(n)&=2\cos {\tfrac {1}{2}}n\pi =i^{n}+(-i)^{n}\\c_{5}(n)&=2\cos {\tfrac {2}{5}}n\pi +2\cos {\tfrac {4}{5}}n\pi \\c_{6}(n)&=2\cos {\tfrac {1}{3}}n\pi \\c_{7}(n)&=2\cos {\tfrac {2}{7}}n\pi +2\cos {\tfrac {4}{7}}n\pi +2\cos {\tfrac {6}{7}}n\pi \\c_{8}(n)&=2\cos {\tfrac {1}{4}}n\pi +2\cos {\tfrac {3}{4}}n\pi \\c_{9}(n)&=2\cos {\tfrac {2}{9}}n\pi +2\cos {\tfrac {4}{9}}n\pi +2\cos {\tfrac {8}{9}}n\pi \\c_{10}(n)&=2\cos {\tfrac {1}{5}}n\pi +2\cos {\tfrac {3}{5}}n\pi \\\end{aligned}}}
et ainsi de suite ( A000012,  A033999,  A099837,  A176742,  A100051...). Cela montre que cq(n) est toujours un nombre réel (algébrique, comme somme de racines de l'unité).

### Formule de Kluyver
Posons {\displaystyle \zeta _{q}=e^{\frac {2\pi i}{q}}.} ζq est donc une solution de l'équation xq − 1 = 0. Chacune de ses puissances ζq, ζq2, ... ζqq = ζq0 = 1 est également une solution, et puisque ces  q nombres sont distincts, ce sont toutes les solutions de l'équation. Les  ζqn où 1 ≤ n ≤ q sont appelées les racines q-èmes de l'unité. ζq est appelée une racine primitive, parce que la plus petite valeur de n telle que ζqn = 1 est q. Les autres racines primitives sont les {\displaystyle \zeta _{q}^{a}}, où a et q sont premiers entre eux. Donc, il y a φ(q) racines primitives q-ièmes de l'unité.
La somme de Ramanujan cq(n) est somme de puissances n-ièmes des racines primitives q-ièmes de l'unité.
Exemple. Supposons q = 12. Alors
ζ12, ζ125, ζ127, et ζ1211 sont les racines primitives douzièmes de l'unité,
ζ122 et ζ1210 sont les racines primitives sixièmes de l'unité,
ζ123 = i et ζ129 = −i sont les racines primitives quatrièmes de l'unité,
ζ124 et ζ128 sont les racines primitives troisièmes de l'unité.
Par conséquent, si
{\displaystyle \eta _{q}(n)=\sum _{k=1}^{q}\zeta _{q}^{kn}}
est la somme de la n-ième puissance de toutes les racines primitives et imprimitives,
{\displaystyle \eta _{q}(n)=\sum _{d\,\mid \,q}c_{d}(n),}
on a par la formule d'inversion de Möbius,
{\displaystyle c_{q}(n)=\sum _{d\,\mid \,q}\mu \left({\frac {q}{d}}\right)\eta _{d}(n).}
Il résulte de l'identité xq − 1 = (x − 1)(xq-1 + xq-2 + ... + x + 1) que
{\displaystyle \eta _{q}(n)={\begin{cases}0&\;{\mbox{  si }}q\nmid n\\q&\;{\mbox{  si }}q\mid n\\\end{cases}}}
et cela conduit à la formule
{\displaystyle c_{q}(n)=\sum _{d\,\mid \,(q,n)}\mu \left({\frac {q}{d}}\right)d},
publiée par Kluyver en 1906.
Cela montre que cq(n) est toujours un entier ; cette formule est analogue à la formule classique sur l'indicatrice d'Euler :
{\displaystyle \phi (q)=\sum _{d\,\mid \,q}\mu \left({\frac {q}{d}}\right)d.}

### Fonction arithmétique de Von Sterneck
Il est facile de démontrer à partir de la définition que cq(n) est multiplicative, lorsqu'elle est considérée comme une fonction de q pour une valeur fixe de n, c'est-à-dire que :
{\displaystyle {\mbox{si }}\;(q,r)=1\;{\mbox{ alors }}\;c_{q}(n)c_{r}(n)=c_{qr}(n).}
À partir de la définition (ou de la formule de Kluyver), il est facile de prouver que, si p est un nombre premier,
{\displaystyle c_{p}(n)={\begin{cases}-1&{\mbox{  si }}p\nmid n\\\phi (p)&{\mbox{  si }}p\mid n\\\end{cases}},}
et si pk est un nombre premier élevé à la puissance k où k > 1, alors :
{\displaystyle c_{p^{k}}(n)={\begin{cases}0&{\mbox{  si }}p^{k-1}\nmid n\\-p^{k-1}&{\mbox{  si }}p^{k-1}\mid n{\mbox{ et }}p^{k}\nmid n\\\phi (p^{k})&{\mbox{  si }}p^{k}\mid n\\\end{cases}}.}
Ce résultat et la propriété multiplicative peuvent être utilisés pour montrer que
{\displaystyle c_{q}(n)=\mu \left({\frac {q}{(q,n)}}\right){\frac {\phi (q)}{\phi \left({\frac {q}{(q,n)}}\right)}}.}
Cette expression est appelée la fonction arithmétique de von Sterneck. L'équivalence de cette fonction et de celle de Ramanujan est due à Hölder,.

### Autres propriétés decq(n)
Pour tous les entiers positifs q,
{\displaystyle c_{1}(q)=1,\;\;c_{q}(1)=\mu (q),\;{\mbox{ et }}\;c_{q}(q)=\phi (q).}
{\displaystyle {\mbox{si }}m\equiv n{\pmod {q}}{\mbox{ alors }}c_{q}(m)=c_{q}(n).}
Pour q fixé, les valeurs absolues des termes de la suite cq(1), cq(2), ... sont majorées par φ(q), et pour n fixé, les valeurs absolues des termes de la suite c1(n), c2(n), ... sont majorées par n.
Si q > 1
{\displaystyle \sum _{n=a}^{a+q-1}c_{q}(n)=0.}
Posant m = ppcm(m1, m2), les sommes de Ramanujan satisfont une propriété d'orthogonalité :
{\displaystyle {\frac {1}{m}}\sum _{k=1}^{m}c_{m_{1}}(k)c_{m_{2}}(k)={\begin{cases}\phi (m)&m_{1}=m_{2}=m,\\0&{\text{sinon}}\end{cases}}}
Supposez n, k > 0. Alors
{\displaystyle \sum _{\stackrel {d\mid n}{\gcd(d,k)=1}}d\;{\frac {\mu ({\tfrac {n}{d}})}{\phi (d)}}={\frac {\mu (n)c_{n}(k)}{\phi (n)}},}
connu comme l'identité Brauer-Rademacher.
Si n > 0 et a est un entier, on a aussi
{\displaystyle \sum _{\stackrel {1\leq k\leq n}{\gcd(k,n)=1}}c_{n}(k-a)=\mu (n)c_{n}(a).}

## Table
|   |    | n  |    |    |    |    |    |    |    |    |    |     |    |     |     |    |    |    |    |    |    |    |    |    |    |    |    |    |    |    |    |
| 1 | 2  | 3  | 4  | 5  | 6  | 7  | 8  | 9  | 10 | 11 | 12 | 13  | 14 | 15  | 16  | 17 | 18 | 19 | 20 | 21 | 22 | 23 | 24 | 25 | 26 | 27 | 28 | 29 | 30 |    |    |
| s | 1  | 1  | 1  | 1  | 1  | 1  | 1  | 1  | 1  | 1  | 1  | 1   | 1  | 1   | 1   | 1  | 1  | 1  | 1  | 1  | 1  | 1  | 1  | 1  | 1  | 1  | 1  | 1  | 1  | 1  | 1  |
| s | 2  | −1 | 1  | −1 | 1  | −1 | 1  | −1 | 1  | −1 | 1  | −1  | 1  | −1  | 1   | −1 | 1  | −1 | 1  | −1 | 1  | −1 | 1  | −1 | 1  | −1 | 1  | −1 | 1  | −1 | 1  |
| s | 3  | −1 | −1 | 2  | −1 | −1 | 2  | −1 | −1 | 2  | −1 | −1  | 2  | −1  | −1  | 2  | −1 | −1 | 2  | −1 | −1 | 2  | −1 | −1 | 2  | −1 | −1 | 2  | −1 | −1 | 2  |
| s | 4  | 0  | −2 | 0  | 2  | 0  | −2 | 0  | 2  | 0  | −2 | 0   | 2  | 0   | −2  | 0  | 2  | 0  | −2 | 0  | 2  | 0  | −2 | 0  | 2  | 0  | −2 | 0  | 2  | 0  | −2 |
| s | 5  | −1 | −1 | −1 | −1 | 4  | −1 | −1 | −1 | −1 | 4  | −1  | −1 | −1  | −1  | 4  | −1 | −1 | −1 | −1 | 4  | −1 | −1 | −1 | −1 | 4  | −1 | −1 | −1 | −1 | 4  |
| s | 6  | 1  | −1 | −2 | −1 | 1  | 2  | 1  | −1 | −2 | −1 | 1   | 2  | 1   | −1  | −2 | −1 | 1  | 2  | 1  | −1 | −2 | −1 | 1  | 2  | 1  | −1 | −2 | −1 | 1  | 2  |
| s | 7  | −1 | −1 | −1 | −1 | −1 | −1 | 6  | −1 | −1 | −1 | −1  | −1 | −1  | 6   | −1 | −1 | −1 | −1 | −1 | −1 | 6  | −1 | −1 | −1 | −1 | −1 | −1 | 6  | −1 | −1 |
| s | 8  | 0  | 0  | 0  | −4 | 0  | 0  | 0  | 4  | 0  | 0  | 0   | −4 | 0   | 0   | 0  | 4  | 0  | 0  | 0  | −4 | 0  | 0  | 0  | 4  | 0  | 0  | 0  | −4 | 0  | 0  |
| s | 9  | 0  | 0  | −3 | 0  | 0  | −3 | 0  | 0  | 6  | 0  | 0   | −3 | 0   | 0   | −3 | 0  | 0  | 6  | 0  | 0  | −3 | 0  | 0  | −3 | 0  | 0  | 6  | 0  | 0  | −3 |
| s | 10 | 1  | −1 | 1  | −1 | −4 | −1 | 1  | −1 | 1  | 4  | 1   | −1 | 1   | −1  | −4 | −1 | 1  | −1 | 1  | 4  | 1  | −1 | 1  | −1 | −4 | −1 | 1  | −1 | 1  | 4  |
| s | 11 | −1 | −1 | −1 | −1 | −1 | −1 | −1 | −1 | −1 | −1 | 10  | −1 | −1  | −1  | −1 | −1 | −1 | −1 | −1 | −1 | −1 | 10 | −1 | −1 | −1 | −1 | −1 | −1 | −1 | −1 |
| s | 12 | 0  | 2  | 0  | −2 | 0  | −4 | 0  | −2 | 0  | 2  | 0   | 4  | 0   | 2   | 0  | −2 | 0  | −4 | 0  | −2 | 0  | 2  | 0  | 4  | 0  | 2  | 0  | −2 | 0  | −4 |
| s | 13 | −1 | −1 | −1 | −1 | −1 | −1 | −1 | −1 | −1 | −1 | −1  | −1 | 12  | −1  | −1 | −1 | −1 | −1 | −1 | −1 | −1 | −1 | −1 | −1 | −1 | 12 | −1 | −1 | −1 | −1 |
| s | 14 | 1  | −1 | 1  | −1 | 1  | −1 | −6 | −1 | 1  | −1 | 1   | −1 | 1   | 6   | 1  | −1 | 1  | −1 | 1  | −1 | −6 | −1 | 1  | −1 | 1  | −1 | 1  | 6  | 1  | −1 |
| s | 15 | 1  | 1  | −2 | 1  | −4 | −2 | 1  | 1  | −2 | −4 | 1   | −2 | 1   | 1   | 8  | 1  | 1  | −2 | 1  | −4 | −2 | 1  | 1  | −2 | −4 | 1  | −2 | 1  | 1  | 8  |
| s | 16 | 0  | 0  | 0  | 0  | 0  | 0  | 0  | −8 | 0  | 0  | 0   | 0  | 0   | 0   | 0  | 8  | 0  | 0  | 0  | 0  | 0  | 0  | 0  | −8 | 0  | 0  | 0  | 0  | 0  | 0  |
| s | 17 | −1 | −1 | −1 | −1 | −1 | −1 | −1 | −1 | −1 | −1 | −1  | −1 | −1  | −1  | −1 | −1 | 16 | −1 | −1 | −1 | −1 | −1 | −1 | −1 | −1 | −1 | −1 | −1 | −1 | −1 |
| s | 18 | 0  | 0  | 3  | 0  | 0  | −3 | 0  | 0  | −6 | 0  | 0   | −3 | 0   | 0   | 3  | 0  | 0  | 6  | 0  | 0  | 3  | 0  | 0  | −3 | 0  | 0  | −6 | 0  | 0  | −3 |
| s | 19 | −1 | −1 | −1 | −1 | −1 | −1 | −1 | −1 | −1 | −1 | −1  | −1 | −1  | −1  | −1 | −1 | −1 | −1 | 18 | −1 | −1 | −1 | −1 | −1 | −1 | −1 | −1 | −1 | −1 | −1 |
| s | 20 | 0  | 2  | 0  | −2 | 0  | 2  | 0  | −2 | 0  | −8 | 0   | −2 | 0   | 2   | 0  | −2 | 0  | 2  | 0  | 8  | 0  | 2  | 0  | −2 | 0  | 2  | 0  | −2 | 0  | −8 |
| s | 21 | 1  | 1  | −2 | 1  | 1  | −2 | −6 | 1  | −2 | 1  | 1   | −2 | 1   | −6  | −2 | 1  | 1  | −2 | 1  | 1  | 12 | 1  | 1  | −2 | 1  | 1  | −2 | −6 | 1  | −2 |
| s | 22 | 1  | −1 | 1  | −1 | 1  | −1 | 1  | −1 | 1  | −1 | −10 | −1 | 1   | −1  | 1  | −1 | 1  | −1 | 1  | −1 | 1  | 10 | 1  | −1 | 1  | −1 | 1  | −1 | 1  | −1 |
| s | 23 | −1 | −1 | −1 | −1 | −1 | −1 | −1 | −1 | −1 | −1 | −1  | −1 | −1  | −1  | −1 | −1 | −1 | −1 | −1 | −1 | −1 | −1 | 22 | −1 | −1 | −1 | −1 | −1 | −1 | −1 |
| s | 24 | 0  | 0  | 0  | 4  | 0  | 0  | 0  | −4 | 0  | 0  | 0   | −8 | 0   | 0   | 0  | −4 | 0  | 0  | 0  | 4  | 0  | 0  | 0  | 8  | 0  | 0  | 0  | 4  | 0  | 0  |
| s | 25 | 0  | 0  | 0  | 0  | −5 | 0  | 0  | 0  | 0  | −5 | 0   | 0  | 0   | 0   | −5 | 0  | 0  | 0  | 0  | −5 | 0  | 0  | 0  | 0  | 20 | 0  | 0  | 0  | 0  | −5 |
| s | 26 | 1  | −1 | 1  | −1 | 1  | −1 | 1  | −1 | 1  | −1 | 1   | −1 | −12 | −1  | 1  | −1 | 1  | −1 | 1  | −1 | 1  | −1 | 1  | −1 | 1  | 12 | 1  | −1 | 1  | −1 |
| s | 27 | 0  | 0  | 0  | 0  | 0  | 0  | 0  | 0  | −9 | 0  | 0   | 0  | 0   | 0   | 0  | 0  | 0  | −9 | 0  | 0  | 0  | 0  | 0  | 0  | 0  | 0  | 18 | 0  | 0  | 0  |
| s | 28 | 0  | 2  | 0  | −2 | 0  | 2  | 0  | −2 | 0  | 2  | 0   | −2 | 0   | −12 | 0  | −2 | 0  | 2  | 0  | −2 | 0  | 2  | 0  | −2 | 0  | 2  | 0  | 12 | 0  | 2  |
| s | 29 | −1 | −1 | −1 | −1 | −1 | −1 | −1 | −1 | −1 | −1 | −1  | −1 | −1  | −1  | −1 | −1 | −1 | −1 | −1 | −1 | −1 | −1 | −1 | −1 | −1 | −1 | −1 | −1 | 28 | −1 |
| s | 30 | −1 | 1  | 2  | 1  | 4  | −2 | −1 | 1  | 2  | −4 | −1  | −2 | −1  | 1   | −8 | 1  | −1 | −2 | −1 | −4 | 2  | 1  | −1 | −2 | 4  | 1  | 2  | 1  | −1 | 8  |

## Développements de Ramanujan
Si f(n) est une fonction arithmétique (c'est-à-dire une valeur complexe de la fonction des entiers ou des nombres naturels), alors une série infinie convergente de la forme :
{\displaystyle f(n)=\sum _{q=1}^{\infty }a_{q}c_{q}(n)}
ou de la forme:
{\displaystyle f(q)=\sum _{n=1}^{\infty }a_{n}c_{q}(n)}
où le ak ∈ C, est appelé un développement de Ramanujan de f(n).
Ramanujan a trouvé les développements de beaucoup de fonctions bien connues de la théorie des nombres. Tous ces résultats sont prouvés de manière très "élémentaires" (c'est-à-dire uniquement à l'aide des manipulations de séries et de résultats simples sur la convergence),,.
Le développement de la fonction nulle dépend d'un résultat de la théorie analytique des nombres premiers, à savoir que la série semi-convergente
{\displaystyle \sum _{n=1}^{\infty }{\frac {\mu (n)}{n}}}
a pour valeur 0, et les résultats pour r(n) et r'(n) dépend de théorèmes publiés dans un document antérieur.
Toutes les formules présentées dans cette section sont tirées de la publication de Ramanujan de 1918.

### Séries génératrices
Les séries génératrices des sommes de Ramanujan sont des séries de Dirichlet :
{\displaystyle \zeta (s)\sum _{\delta \,\mid \,q}\mu \left({\frac {q}{\delta }}\right)\delta ^{1-s}=\sum _{n=1}^{\infty }{\frac {c_{q}(n)}{n^{s}}}}
est une série génératrice de la séquence cq(1), cq(2), ... où q est maintenue constante, et
{\displaystyle {\frac {\sigma _{r-1}(n)}{n^{r-1}\zeta (r)}}=\sum _{q=1}^{\infty }{\frac {c_{q}(n)}{q^{r}}}}
est une fonction génératrice de la séquence c1(n), c2(n), ..., où n est maintenu constant.
Il y a aussi la double série de Dirichlet
{\displaystyle {\frac {\zeta (s)\zeta (r+s-1)}{\zeta (r)}}=\sum _{q=1}^{\infty }\sum _{n=1}^{\infty }{\frac {c_{q}(n)}{q^{r}n^{s}}}.}

### σk(n)
σk(n) est la somme de la k-ème puissance des diviseurs de n, y compris 1 et n. σ0(n), le nombre de diviseurs de n, est généralement écrit d(n) et σ1(n), la somme des diviseurs de n, est généralement écrit σ(n).
Si s > 0,
{\displaystyle \sigma _{s}(n)=n^{s}\zeta (s+1)\left({\frac {c_{1}(n)}{1^{s+1}}}+{\frac {c_{2}(n)}{2^{s+1}}}+{\frac {c_{3}(n)}{3^{s+1}}}+\dots \right)}
et
{\displaystyle \sigma _{-s}(n)=\zeta (s+1)\left({\frac {c_{1}(n)}{1^{s+1}}}+{\frac {c_{2}(n)}{2^{s+1}}}+{\frac {c_{3}(n)}{3^{s+1}}}+\dots \right).}
Mettons s = 1, nous avons alors
{\displaystyle \sigma (n)={\frac {\pi ^{2}}{6}}n\left({\frac {c_{1}(n)}{1}}+{\frac {c_{2}(n)}{4}}+{\frac {c_{3}(n)}{9}}+\dots \right).}
Si l'hypothèse de Riemann est vraie, et
{\displaystyle \sigma _{s}(n)=\zeta (1-s)\left({\frac {c_{1}(n)}{1^{1-s}}}+{\frac {c_{2}(n)}{2^{1-s}}}+{\frac {c_{3}(n)}{3^{1-s}}}+\dots \right)=n^{s}\zeta (1+s)\left({\frac {c_{1}(n)}{1^{1+s}}}+{\frac {c_{2}(n)}{2^{1+s}}}+{\frac {c_{3}(n)}{3^{1+s}}}+\dots \right).}

### d(n)
d(n) = σ0(n) est le nombre de diviseurs de n, y compris 1 et n lui-même.
{\displaystyle {\begin{aligned}-d(n)&={\frac {\log 1}{1}}c_{1}(n)+{\frac {\log 2}{2}}c_{2}(n)+{\frac {\log 3}{3}}c_{3}(n)+\dots \\-d(n)(2\gamma +\log n)&={\frac {\log ^{2}1}{1}}c_{1}(n)+{\frac {\log ^{2}2}{2}}c_{2}(n)+{\frac {\log ^{2}3}{3}}c_{3}(n)+\cdots \end{aligned}}}
où γ = 0.5772... est la constante d'Euler-Mascheroni.

### φ(n)
L'indicatrice d'Euler φ(n) est le nombre de nombres entiers positifs inférieurs à n et premiers entre eux à n. Ramanujan définit une généralisation si
{\displaystyle n=p_{1}^{a_{1}}p_{2}^{a_{2}}p_{3}^{a_{3}}\cdots }
est la factorisation premier de n, et s est un nombre complexe. Supposez
{\displaystyle \phi _{s}(n)=n^{s}(1-p_{1}^{-s})(1-p_{2}^{-s})(1-p_{3}^{-s})\cdots ,}
alors  φ1(n) = φ(n) est l'indicatrice d'Euler.
Il prouve que
{\displaystyle {\frac {\mu (n)n^{s}}{\phi _{s}(n)\zeta (s)}}=\sum _{\nu =1}^{\infty }{\frac {\mu (n\nu )}{\nu ^{s}}}}
et il s'en sert pour montrer que
{\displaystyle {\frac {\phi _{s}(n)\zeta (s+1)}{n^{s}}}={\frac {\mu (1)c_{1}(n)}{\phi _{s+1}(1)}}+{\frac {\mu (2)c_{2}(n)}{\phi _{s+1}(2)}}+{\frac {\mu (3)c_{3}(n)}{\phi _{s+1}(3)}}+\dots .}
Supposez s = 1,
{\displaystyle \phi (n)={\frac {6}{\pi ^{2}}}n\left(c_{1}(n)-{\frac {c_{2}(n)}{2^{2}-1}}-{\frac {c_{3}(n)}{3^{2}-1}}-{\frac {c_{5}(n)}{5^{2}-1}}+{\frac {c_{6}(n)}{(2^{2}-1)(3^{2}-1)}}-{\frac {c_{7}(n)}{7^{2}-1}}+{\frac {c_{10}(n)}{(2^{2}-1)(5^{2}-1)}}-\dots \right).}
Remarquez que la constante est l'inverse de un dans la formule pour σ(n).

### Λ(n)
La fonction de Von Mangoldt Λ(n) = 0 sauf si n = pk est une puissance d'un nombre premier, auquel cas c'est le logarithme naturel log p.
{\displaystyle -\Lambda (m)=c_{m}(1)+{\frac {1}{2}}c_{m}(2)+{\frac {1}{3}}c_{m}(3)+\dots }

### Zéro
Pour tout n > 0,
{\displaystyle 0=c_{1}(n)+{\frac {1}{2}}c_{2}(n)+{\frac {1}{3}}c_{3}(n)+\dots .}
C'est l'équivalent du théorème des nombres premiers,.

### r2s(n) (somme des carrés)
r2s(n) est le nombre de manière de représenter n comme somme de 2s carrés, en comptant les différents ordres et signes (par ex., r2(13) = 8, 13 = (±2)2 + (±3)2 = (±3)2 + (±2)2.)
Ramanujan définit une fonction δ2s(n) et la référence dans une publication, dans lequel il prouve que r2s(n) = δ2s(n) pour s = 1, 2, 3, et 4. Pour s> 4, il montre que δ2s(n) est une bonne approximation de r2s(n).
s = 1 a une formule spéciale:
{\displaystyle \delta _{2}(n)=\pi \left({\frac {c_{1}(n)}{1}}-{\frac {c_{3}(n)}{3}}+{\frac {c_{5}(n)}{5}}-\dots \right).}
Dans les formules suivantes, les signes se répète avec une période de 4.
Si s ≡ 0 (mod 4),
{\displaystyle \delta _{2s}(n)={\frac {\pi ^{s}n^{s-1}}{(s-1)!}}\left({\frac {c_{1}(n)}{1^{s}}}+{\frac {c_{4}(n)}{2^{s}}}+{\frac {c_{3}(n)}{3^{s}}}+{\frac {c_{8}(n)}{4^{s}}}+{\frac {c_{5}(n)}{5^{s}}}+{\frac {c_{12}(n)}{6^{s}}}+{\frac {c_{7}(n)}{7^{s}}}+{\frac {c_{16}(n)}{8^{s}}}+\dots \right)}
Si s ≡ 2 (mod 4),
{\displaystyle \delta _{2s}(n)={\frac {\pi ^{s}n^{s-1}}{(s-1)!}}\left({\frac {c_{1}(n)}{1^{s}}}-{\frac {c_{4}(n)}{2^{s}}}+{\frac {c_{3}(n)}{3^{s}}}-{\frac {c_{8}(n)}{4^{s}}}+{\frac {c_{5}(n)}{5^{s}}}-{\frac {c_{12}(n)}{6^{s}}}+{\frac {c_{7}(n)}{7^{s}}}-{\frac {c_{16}(n)}{8^{s}}}+\dots \right)}
Si s ≡ 1 (mod 4) et s > 1,
{\displaystyle \delta _{2s}(n)={\frac {\pi ^{s}n^{s-1}}{(s-1)!}}\left({\frac {c_{1}(n)}{1^{s}}}+{\frac {c_{4}(n)}{2^{s}}}-{\frac {c_{3}(n)}{3^{s}}}+{\frac {c_{8}(n)}{4^{s}}}+{\frac {c_{5}(n)}{5^{s}}}+{\frac {c_{12}(n)}{6^{s}}}-{\frac {c_{7}(n)}{7^{s}}}+{\frac {c_{16}(n)}{8^{s}}}+\dots \right)}
Si s ≡ 3 (mod 4),
{\displaystyle \delta _{2s}(n)={\frac {\pi ^{s}n^{s-1}}{(s-1)!}}\left({\frac {c_{1}(n)}{1^{s}}}-{\frac {c_{4}(n)}{2^{s}}}-{\frac {c_{3}(n)}{3^{s}}}-{\frac {c_{8}(n)}{4^{s}}}+{\frac {c_{5}(n)}{5^{s}}}-{\frac {c_{12}(n)}{6^{s}}}-{\frac {c_{7}(n)}{7^{s}}}-{\frac {c_{16}(n)}{8^{s}}}+\dots \right)}
et donc,
{\displaystyle {\begin{aligned}r_{2}(n)&=\pi \left({\frac {c_{1}(n)}{1}}-{\frac {c_{3}(n)}{3}}+{\frac {c_{5}(n)}{5}}-{\frac {c_{7}(n)}{7}}+{\frac {c_{11}(n)}{11}}-{\frac {c_{13}(n)}{13}}+{\frac {c_{15}(n)}{15}}-{\frac {c_{17}(n)}{17}}+\cdots \right)\\r_{4}(n)&=\pi ^{2}n\left({\frac {c_{1}(n)}{1}}-{\frac {c_{4}(n)}{4}}+{\frac {c_{3}(n)}{9}}-{\frac {c_{8}(n)}{16}}+{\frac {c_{5}(n)}{25}}-{\frac {c_{12}(n)}{36}}+{\frac {c_{7}(n)}{49}}-{\frac {c_{16}(n)}{64}}+\cdots \right)\\r_{6}(n)&={\frac {\pi ^{3}n^{2}}{2}}\left({\frac {c_{1}(n)}{1}}-{\frac {c_{4}(n)}{8}}-{\frac {c_{3}(n)}{27}}-{\frac {c_{8}(n)}{64}}+{\frac {c_{5}(n)}{125}}-{\frac {c_{12}(n)}{216}}-{\frac {c_{7}(n)}{343}}-{\frac {c_{16}(n)}{512}}+\cdots \right)\\r_{8}(n)&={\frac {\pi ^{4}n^{3}}{6}}\left({\frac {c_{1}(n)}{1}}+{\frac {c_{4}(n)}{16}}+{\frac {c_{3}(n)}{81}}+{\frac {c_{8}(n)}{256}}+{\frac {c_{5}(n)}{625}}+{\frac {c_{12}(n)}{1296}}+{\frac {c_{7}(n)}{2401}}+{\frac {c_{16}(n)}{4096}}+\cdots \right)\end{aligned}}}

### r'2s(n) (sommes de nombres triangulaires)
r'2s(n) est le nombre de façons de n peut être représenté comme la somme de 2s nombres triangulaires (c'est-à-dire le nombre 1, 3 = 1 + 2, 6 = 1 + 2 + 3, 10 = 1 + 2 + 3 + 4, 15, ...; le n-ième nombre triangulaire est donnée par la formule n(n + 1)/2.)
L'analyse ici est similaire à celle pour les carrés. Ramanujan se réfère à la même publication qu'il a écrit sur les carrées, où il a montré qu'il existe une fonction δ'2s(n) tel que r'2s(n) = δ'2s(n) pour s = 1, 2, 3, et 4, et que pour s > 4, δ'2s(n) est une bonne approximation de r'2s(n).
Encore une fois, s = 1, il faut une formule spéciale:
{\displaystyle \delta '_{2}(n)={\frac {\pi }{4}}\left({\frac {c_{1}(4n+1)}{1}}-{\frac {c_{3}(4n+1)}{3}}+{\frac {c_{5}(4n+1)}{5}}-{\frac {c_{7}(4n+1)}{7}}+\dots \right).}
Si s est un multiple de 4,
{\displaystyle \delta '_{2s}(n)={\frac {({\frac {\pi }{2}})^{s}}{(s-1)!}}\left(n+{\frac {s}{4}}\right)^{s-1}\left({\frac {c_{1}(n+{\frac {s}{4}})}{1^{s}}}+{\frac {c_{3}(n+{\frac {s}{4}})}{3^{s}}}+{\frac {c_{5}(n+{\frac {s}{4}})}{5^{s}}}+\dots \right).}
Si s est le double d'un nombre impair,
{\displaystyle \delta '_{2s}(n)={\frac {({\frac {\pi }{2}})^{s}}{(s-1)!}}\left(n+{\frac {s}{4}}\right)^{s-1}\left({\frac {c_{1}(2n+{\frac {s}{2}})}{1^{s}}}+{\frac {c_{3}(2n+{\frac {s}{2}})}{3^{s}}}+{\frac {c_{5}(2n+{\frac {s}{2}})}{5^{s}}}+\dots \right).}
Si s est un nombre impair et s > 1,
{\displaystyle \delta '_{2s}(n)={\frac {({\frac {\pi }{2}})^{s}}{(s-1)!}}\left(n+{\frac {s}{4}}\right)^{s-1}\left({\frac {c_{1}(4n+s)}{1^{s}}}-{\frac {c_{3}(4n+s)}{3^{s}}}+{\frac {c_{5}(4n+s)}{5^{s}}}-\dots \right).}
Par conséquent,
{\displaystyle {\begin{aligned}r'_{2}(n)&={\frac {\pi }{4}}\left({\frac {c_{1}(4n+1)}{1}}-{\frac {c_{3}(4n+1)}{3}}+{\frac {c_{5}(4n+1)}{5}}-{\frac {c_{7}(4n+1)}{7}}+\dots \right)\\r'_{4}(n)&=\left({\tfrac {\pi }{2}}\right)^{2}\left(n+{\tfrac {1}{2}}\right)\left({\frac {c_{1}(2n+1)}{1}}+{\frac {c_{3}(2n+1)}{9}}+{\frac {c_{5}(2n+1)}{25}}+\dots \right)\\r'_{6}(n)&={\frac {({\tfrac {\pi }{2}})^{3}}{2}}\left(n+{\tfrac {3}{4}}\right)^{2}\left({\frac {c_{1}(4n+3)}{1}}-{\frac {c_{3}(4n+3)}{27}}+{\frac {c_{5}(4n+3)}{125}}-\dots \right)\\r'_{8}(n)&={\frac {({\frac {1}{2}}\pi )^{4}}{6}}(n+1)^{3}\left({\frac {c_{1}(n+1)}{1}}+{\frac {c_{3}(n+1)}{81}}+{\frac {c_{5}(n+1)}{625}}+\dots \right)\end{aligned}}}

### Sommes
Supposez
{\displaystyle {\begin{aligned}T_{q}(n)&=c_{q}(1)+c_{q}(2)+\dots +c_{q}(n)\\U_{q}(n)&=T_{q}(n)+{\tfrac {1}{2}}\phi (q)\end{aligned}}}
Ensuite, pour s > 1,
{\displaystyle {\begin{aligned}\sigma _{-s}(1)+\cdots +\sigma _{-s}(n)&=\zeta (s+1)\left(n+{\frac {T_{2}(n)}{2^{s+1}}}+{\frac {T_{3}(n)}{3^{s+1}}}+{\frac {T_{4}(n)}{4^{s+1}}}+\dots \right)\\&=\zeta (s+1)\left(n+{\tfrac {1}{2}}+{\frac {U_{2}(n)}{2^{s+1}}}+{\frac {U_{3}(n)}{3^{s+1}}}+{\frac {U_{4}(n)}{4^{s+1}}}+\cdots \right)-{\tfrac {1}{2}}\zeta (s)\\d(1)+\cdots +d(n)&=-{\frac {T_{2}(n)\log 2}{2}}-{\frac {T_{3}(n)\log 3}{3}}-{\frac {T_{4}(n)\log 4}{4}}-\cdots ,\\d(1)\log 1+\cdots +d(n)\log n&=-{\frac {T_{2}(n)(2\gamma \log 2-\log ^{2}2)}{2}}-{\frac {T_{3}(n)(2\gamma \log 3-\log ^{2}3)}{3}}-{\frac {T_{4}(n)(2\gamma \log 4-\log ^{2}4)}{4}}-\cdots ,\\r_{2}(1)+\cdots +r_{2}(n)&=\pi \left(n-{\frac {T_{3}(n)}{3}}+{\frac {T_{5}(n)}{5}}-{\frac {T_{7}(n)}{7}}+\cdots \right).\end{aligned}}}